# Pöttyös utca
Pöttyös utca - stacja budapeszteńskiego metra znajdująca się w ciągu niebieskiej linii podziemnej kolejki. Posiada dwa jednokrawędziowe perony.